# 罗伯特·格林 (作家)

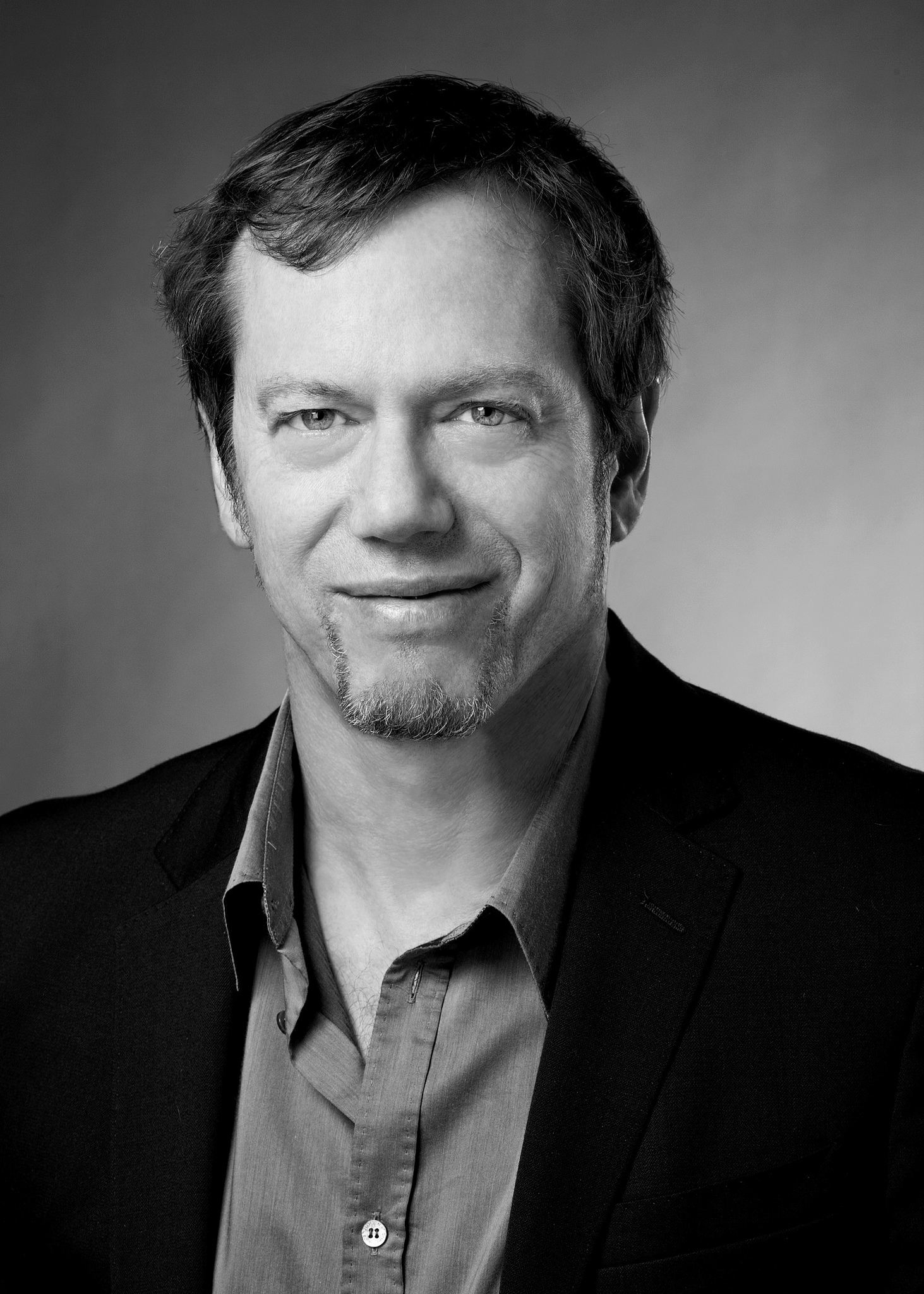
罗伯特·格林

罗伯特·格林（Robert Greene，1959年5月14日-）是一位美国作家，1998年出版了他的第一本书。 他的作品主要與战略、權力和勾引有關。  權力的48條法則就是他的作品之一。 格林经常通過对过去历史人物和事件的分析來說理。 格林的作品被众多名人、政治人物和公民权利和政治权利活动家引用。 